# Abdoulaye Ditinn Camara
Pour les articles homonymes, voir Camara.
Abadoulaye Ditinn Camara, né le 27 juillet 1990 à Kamsar en république de Guinée, est un écrivain guinéen d'expression française.

## Biographie
Il est né en 1990 à Kamsar, une ville industrielle située dans la préfecture de Boké en Basse Guinée, à l'ouest de la Guinée.
Abdoulaye Ditinn obtient son baccalauréat en 2009 à l’issue duquel il bénéficie  d’une bourse d’étude pour le Maroc où il obtiendra plus tard un diplôme de licence en droit des affaires.
Il arrive en France en octobre 2012 pour poursuivre ses études de master, option entreprise et patrimoine à la faculté de droit de l'université de Toulon. Mais il trouve cette formation assez théorique et décide donc de s’inscrire  l’année suivante dans une école de management et de gestion d’où il sort avec un DEESMA (diplôme d’études européennes supérieures de marketing).

## Publications
- 23 décembre 2014: Les 8 secrets du changement d'un jeune Guinéen, enfin à la portée des jeunes de Guinée: essai publié aux Éditions Édilivre (France)[3];
- 3 février 2016: Lettre aux citoyens de la République publié aux Éditions Édilivre (France).